# محمد بيغول
محمد بيغول (بالتركية: Muhammed Baygül)‏ مواليد 3 يونيو 1992 في تركيا، هو لاعب كرة سلة تركي. بدأ مسيرته الاحترافية في سنة 2010. يلعب مع نادي كارشياكا لكرة السلة كلاعب هجوم خلفي. يحمل الرقم 5. يبلغ طوله 6 قدم 3 بوصة (1.9 م).

## المسيرة الاحترافية
لعب مع غلطة سراي لكرة السلة في الدوري التركي في موسم 2010–2011، ثم لعب مع نادي داروشافاكا لكرة السلة في موسم 2011–2012، ثم لعب مع نادي كارشياكا لكرة السلة في سنة 2015.

## روابط خارجية
- محمد بيغول على موقع الاتحاد الدولي لكرة السلة (الإنجليزية)
- محمد بيغول على موقع كرة السلة الأوروبية.كوم (الإنجليزية)
- محمد بيغول على موقع ريلجم (الإنجليزية)
- محمد بيغول على موقع بروبوليرز (الإنجليزية)
- محمد بيغول على موقع سبورتس رفرنس (الإنجليزية)